# Lijst van presentatoren van Fox Kids en Jetix Nederland
Dit is een lijst van voormalige presentatoren van Fox Kids Nederland en Jetix Nederland.

## A
- André van der Toorn (2001-2002) als Dr. Flippo en Bodyguard Leon

## B
- Birgit Schuurman (1999-2000)
- Bram Bart (2009) (station voice)

## C
- Co Rowold (2004-2006)

## D
- Daphny Muriloff (1997-2001) als Tante Soesa

## E
- EliZe (2007-2008)

## F
- Froukje Jansen (2008)

## G
- Gaby Blaaser (2009)

## J
- Jamai Loman (2006-2008)
- Joey van der Velden (2006-2009)

## K
- Kim-Lian van der Meij (2003-2008)
- Koert-Jan de Bruijn (2009-2009)

## L
- Leon Krijgsman (1999-2009)

## M
- Martin Stoker (1998-2007) (station voice)
- Matthias Scholten (2005)
- Maiko van Bakel (2000-2004)

## N
- Nabila Marhaben (2006)
- Nicolette van Dam (2006-2007)

## S
- Sita Vermeulen (2004-2009)
- Sylvie Meis (1999-2002)

## T
- Timon Moll (1998-1999)